# Frölich
Frölich är en svensk adlig och grevlig ätt från Tyskland. Ursprungligen var det en adlig ätt i Steiermark där stamfadern Didrich Frölich till Gerdorf levde under 1500-talet.

## Historik
En gren av ätten inkom till Sverige med översten Hans Christoffer Frölich, som stupade i svensk tjänst vid slaget om Köpenhamn 1658. Från denne och hans hustru Elisabet von Plessen utgår den adliga ätten Frölich, som slocknade 1940 på svärdssidan. Den grevliga ätten utgår från en yngre son till Hans Christoffer Frölich, och introducerades som grevlig ätt vid Riddarhuset 1713 på nummer 49.

## Personer med efternamnet Frölich
- Carl Gustaf Frölich (1637-1714), general, hovrättspresident och landshövding
- Eva Margareta Frölich (1650-1692), mystiker och pietistisk författare
- Carl Frölich (1680-1754), militär och ämbetsman
- David Frölich (1682-1742), militär
- Bengt Frölich (född 1684), militär
- Charlotta Frölich (1698-1770), författare och poet
- Bengt Gustaf Frölich (1715-1783), militär och landshövding
- David Fredrik Frölich (1788-1862), politiker
- Fredrik Frölich (1861-1933), militär